# Nayola
Nayola ist ein animierter Fantasyfilm von José Miguel Ribeiro, der im Juni 2022 beim Festival d’Animation Annecy seine Premiere feierte. Der Film, der während des Bürgerkriegs in Angola spielt, basiert auf einem Theaterstück von José Eduardo Agualusa und Mia Couto.

## Handlung
Drei Generationen von Frauen, eine Großmutter, ihre Tochter und ihre Enkelin, erleben Angola in der Zeit des Bürgerkriegs aus unterschiedlichen Perspektiven.
Während sich Nayola auf der Suche nach ihrem Mann, der im Kampf als vermisst gemeldet wurde, ins Landesinnere Angolas begibt, bleiben ihre Mutter Lelena und ihre Tochter Luana allein zuhause. Eines Nachts dringt ein maskierter Mann in ihr Haus ein, der sich scheinbar auf Diebestour befindet.

## Bürgerkrieg in Angola
Der Bürgerkrieg in Angola dauerte mit Unterbrechungen von 1975 bis 2002 und schloss sich an die Aufeinanderfolge von Unabhängigkeitskrieg und Entkolonisierungskonflikt an. Er begann 1975 unmittelbar vor Angolas Unabhängigkeit von der Kolonialmacht Portugal und nahm zeitweise den Charakter eines Stellvertreterkrieges zwischen dem Ostblock und den Westmächten an.

## Produktion

### Filmstab und Vorlage
Regie führte José Miguel Ribeiro. Es handelt sich um seinen dritten animierten Langfilm nach O Banquete da Rainha von 1994 und Paso a paso von 2015. Für seinen 25-minütigen Film The Suspect wurde Ribeiro im Jahr 2000 mit dem Kurzanimationsfilmpreis Cartoon d’Or ausgezeichnet. Im Jahr 2012 gründet er mit Ana Carina Estróia die Produktionsfilmfirma Praça Filmes.

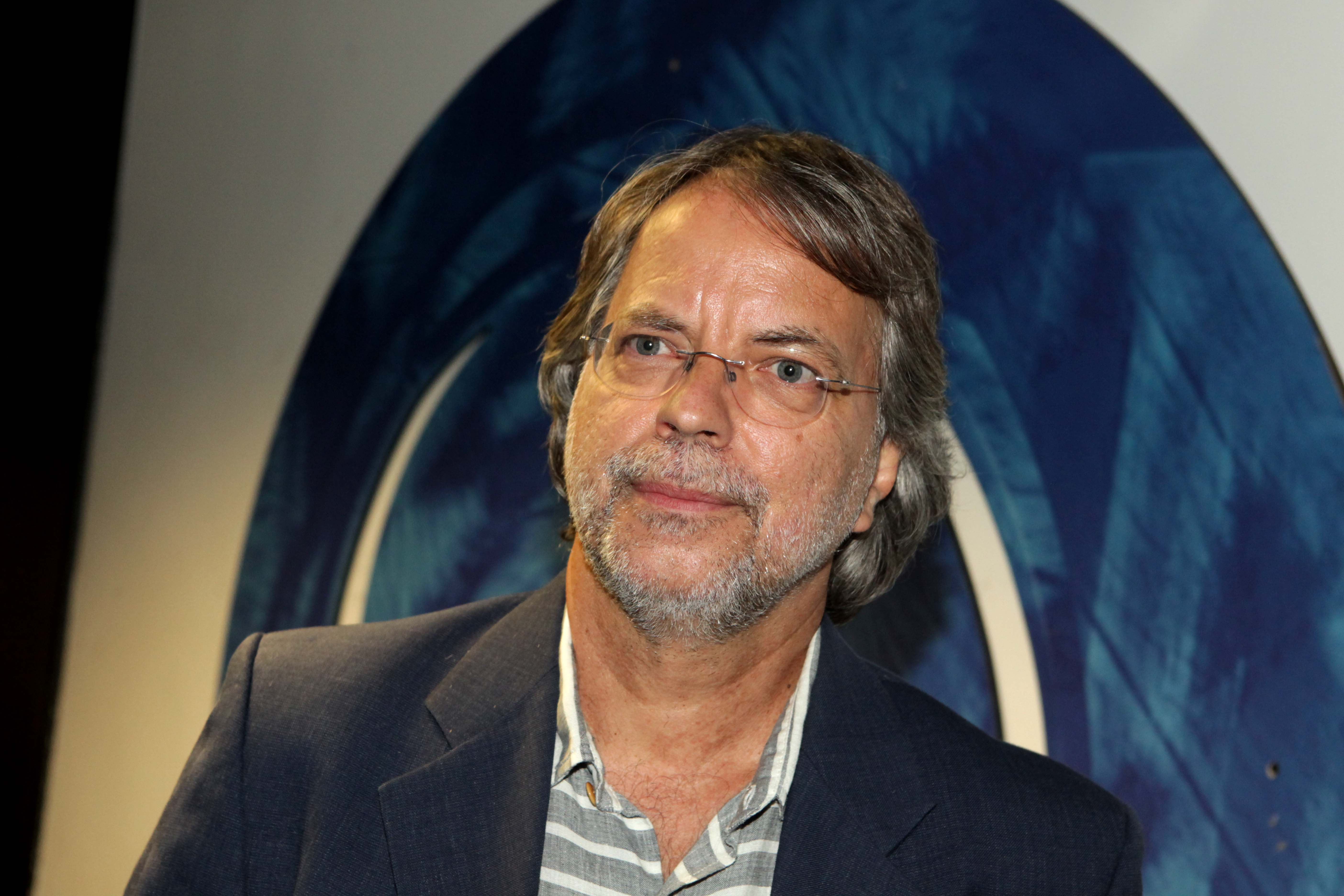
Mia Couto, Autor von The Black Box

Der Film basiert auf dem 2010 geschriebenen Theaterstück A Caixa Preta beziehungsweise The Black Box von José Eduardo Agualusa und Mia Couto. Letzterer ist ein mosambikanischer Schriftsteller und Biologe, der 1955 als Sohn portugiesischer Einwanderer in Beira geboren wurde und zu den herausragenden Schriftstellern des portugiesischsprachigen Afrika gehört. Agualusa war mehrfach Teilnehmer beim internationalen literaturfestival berlin.
Das Drehbuch für Nayola schrieb Virgílio Almeida, der in dieser Funktion bereits für Ribeiros Kurzfilm Passeio de Domingo tätig war. Während sich die im Haus stattfindenden Begebenheiten in Nayola vorrangig an Agualusas und Coutos Stück orientieren, schrieb Almeida die Geschehnisse während Nayolas Reise ins Landesinnere vollständig neu.

### Animation, Sprecher und Musik
Der Film verbindet 2D- und 3D-Animation. An der Animation beteiligt waren Elie Klimis, João Monteiro, João Silva, Johanna Bessiere, Lisandro Schurjin, Luís Vital und Patrick Raats.
Zu den Sprechern zählen Elisângela Kadina Rita in der Titelrolle von Nayola, Feliciana Délcia Guia als Yara und für die Rapeinlagen in der Rolle von Meduza, Vitória Adelino Dias Soares als Lelena, Catarina André und Marinela Furtado Veloso.
Die Musik komponierte Alex Dibicki.

### Veröffentlichung
Im Mai 2022 wird der Film beim Marché du film der Internationalen Filmfestspiele von Cannes präsentiert. Die Premiere erfolgte im Juni 2022 beim Festival d’Animation Annecy. Ende September, Anfang Oktober 2022 wurde er beim Filmfest Hamburg gezeigt und hiernach beim Vancouver International Film Festival. Im November 2022 wurde er beim Festival de Cine Europeo de Sevilla vorgestellt. Anfang März 2023 wurde er beim Miami Film Festival gezeigt. Ende April 2023 wurde er beim Internationalen Trickfilm-Festival Stuttgart im internationalen Wettbewerb vorgestellt. Im November 2023 wurde er beim Braunschweig International Film Festival gezeigt.

## Auszeichnungen
Festival d’Animation Annecy 2022
- Nominierung im Wettbewerb[7]

Festival de Cine Europeo de Sevilla 2022
- Nominierung in der Sektion The New Waves[13]

Filmfest Hamburg 2022
- Nominierung als "Der Politische Film" der Friedrich-Ebert-Stiftung[14]

Internationales Trickfilm-Festival Stuttgart 2023
- Auszeichnung im internationalen Langfilmwettbewerb[15]

Miami Film Festival 2023
- Nominierung für den Jordan Ressler First Feature Award[10]

Mostra Internacional de Cinema em São Paulo 2022
- Auszeichnung als Best International Fiction Feature (José Miguel Ribeiro)
- Nominierung im New Directors Competition (José Miguel Ribeiro)[16]